# Akhmed Tazhudinov
Akhmed Magomedovich Tazhudinov (in russo Ахмед Магомедович Тажудинов?; Gergebil, 25 gennaio 2003) è un lottatore russo naturalizzato bahreinita, specializzato nella lotta libera.

## Biografia
Combatte per il Bahrein dall'autunno 2022 e ha esordito al Dinmuhamed Kunayev Memorial International Tournament di Taraz, in Kazakistan, all'inizio di novembre 2022, dove ha vinto il torneo. Pochi giorni dopo, ha fatto parte della spedizione del Bahrein ad Alessandria d'Egitto, ottenendo il titolo ai campionati arabi nei 125 kg.
Il 13 aprile 2023 ha partecipato ai Campionati asiatici di Astana 2023 e ha sconfitto il cinese Habila Awusayiman aggiudicandosi il titolo continentale dei 97 kg.
Ai mondiali di Belgrado 2023 ha conquistato la medaglia d'oro nella categoria dei 97 kg, sconfiggendo l'azero Magomedkhan Magomedov. Nei turni precedenti aveva sconfitto l'uzbeko Magomed Ibragimov, il costaricano Maxwell Lacey, lo statunitense Kyle Snyder e l'atleta indipendente Abdulrashid Sadulaev, questi ultimi due avevano vinto tutti i titoli mondiali o olimpici nei 97 kg messi in palio a partire dai Giochi olimpici di Rio de Janeiro 2016.
Ha rappresentato il Bahrein ai Giochi della XXXIII Olimpiade di Parigi 2024, dove si è aggiudicato la medaglia d'oro nel torneo dei pesi massimi (-97 kg), sconfiggendo in finale il georgiano Givi Mach'arashvili.

## Palmarès
- Giochi olimpici

Parigi 2024: oro nei 97 kg;
- Mondiali

Belgrado 2023: oro nei 97 kg;
- Giochi asiatici

Hangzhou 2022: oro nei 97 kg;
- Campionati asiatici

Astana 2023: oro nei 97 kg;
Biškek 2014: oro nei 97 kg;
- Campionati arabi

Alessandria d'Egitto 2022: oro nei 125 kg;